# أبو مالك الغفاري
أبو مالك الغفاري، واسمه غزوان تابعي كوفي، وأحد رواة الحديث النبوي. قال ابن سعد: أبو مالك الغفاري صاحب التفسير، وكان قليل الحديث.

## روايته للحديث النبوي
- روى عن: عبد الله بن عباس وعمار بن ياسر والبراء بن عازب وعبد الرحمن بن أبزى.
- روى عنه: سلمة بن كهيل والسدي وحصين بن عبد الرحمن.
- الجرح والتعديل: قال ابن معين: "كوفي ثقة"، وذكره ابن حبان في الثقات. ووثقه أحمد بن صالح الجيلي، وابن حجر العسقلاني، والذهبي، وقال علي بن المديني: فقيه.[2]